# Мукута, Тшоза
Тшоза Мукута (суахили Tshoza Mukuta; род. 24 октября 1962, Элизабетвиль) — заирский боксёр. Участник летних Олимпийских игр 1984 года.

## Биография
Тшоза Мукута родился 24 октября 1962 года в городе Элизабетвиль в Республике Конго-Леопольдвиль (сейчас Лубумбаши в ДР Конго).
В 1984 году вошёл в состав сборной Заира на летних Олимпийских играх в Лос-Анджелесе. В весовой категории до 54 кг в 1/16 финала проиграл Педро Десиме из Аргентины решением судей.
Жил в итальянском городе Пезаро.
В 1988—1993 годах провёл 18 профессиональных боёв в Италии, Монако, Франции и Бельгии. Одержал 7 побед, потерпел 8 поражений (в том числе 4 нокаутом), 3 поединка закончились вничью.